# Бромон (Квебек)
Бромон (фр. Bromont) је град у Канади у покрајини Квебек. Према резултатима пописа 2011. у граду је живело 7.649 становника.

## Становништво
Према резултатима пописа становништва из 2011. у граду је живело 7.649 становника, што је за 26,5% више у односу на попис из 2006. када је регистровано 6.049 житеља.
| 2006. | 2011. |
| ----- | ----- |
| 6.049 | 7.649 |